# Calum Chambers
Calum Chambers (Petersfield, 20 januari 1995) is een Engels voetballer die als rechtsback of als centrale verdediger kan spelen. Hij verruilde Arsenal in januari 2022 voor Aston Villa. Chambers debuteerde in 2014 in het Engels voetbalelftal.

## Clubcarrière

### Southampton
Chambers speelde van 2002 tot en met 2012 in de jeugd van Southampton.. Hiervoor debuteerde hij op 28 augustus 2012 in het eerste elftal. Daarmee nam hij het die dag in het kader van de League Cup op tegen Stevenage, op dat moment uitkomend in de League One. Hij viel zes minuten voor tijd in voor Dean Hammond en gaf een assist op Ben Reeves, die de 4–1 maakte. Chambers debuteerde op 18 augustus 2013 op de openingsspeeldag van het seizoen 2013/14 in de Premier League, uit bij West Bromwich Albion. Coach Mauricio Pochettino gaf hem meteen een basisplaats. Hij kreeg zo de voorkeur boven Nathaniel Clyne en speelde de volledige wedstrijd. Southampton won met 0–1. Chambers kwam dat jaar 22 speelronden in actie, waarvan 18 vanaf de aftrap.

### Arsenal
Chambers tekende op 28 juli 2014 bij Arsenal, dat circa 20 miljoen euro voor hem betaalde. Hier ging hij de concurrentie voor de rechtsachterpositie aan met Mathieu Debuchy. Chambers kwam in zijn eerste seizoen bij Arsenal 23 speelronden in actie en speelde dat jaar ook zijn eerste duels in de Champions League, tegen Galatasaray, Anderlecht en Borussia Dortmund. Bij die aantallen kwam hij daarna nooit meer in de buurt. Arsenal verhuurde hem op 30 augustus 2016 voor een seizoen aan promovendus Middlesbrough en gedurende 2018/19 aan promovendus Fulham. Met beide clubs vocht hij tevergeefs tegen degradatie uit de Premier League. Toen Chambers in juli 2019 terugkeerde bij Arsenal was coach Arsène Wenger gestopt en opgevolgd door Unai Emery. Hij speelde in de eerste seizoenshelft van 2019/20 veertien speelronden, waarvan dertien vanaf de aftrap. Hij scheurde op 29 december 2019 thuis tegen Chelsea echter een kruisband. Het kostte hem ruim tien maanden om hiervan te herstellen. Coach Mikel Arteta liet hem in de laatste twaalf speelronden van 2020/21 nog tien keer spelen, maar had in 2021/22 geen plannen meer met hem.

### Aston Villa
Chambers verruilde Arsenal in in januari 2022 transfervrij voor Aston Villa. Hier stelde coach Steven Gerrard hem in de tweede helft van het seizoen weer regelmatig op. Toen die in oktober 2022 werd ontslagen, kreeg Chambers opnieuw Emery als coach en moest hij het voortaan hebben van sporadische invalbeurten.

## Clubstatistieken
| Seizoen         | Club            | Competitie      | Competitie | Competitie | Beker | Beker | Overig | Overig | Totaal | Totaal |
| Seizoen         | Club            | Competitie      | Wed.       | Dlp.       | Wed.  | Dlp.  | Wed.   | Dlp.   | Wed.   | Dlp.   |
| --------------- | --------------- | --------------- | ---------- | ---------- | ----- | ----- | ------ | ------ | ------ | ------ |
| 2012/13         | Southampton     | Premier League  | 0          | 0          | 1     | 0     | –      | –      | 1      | 0      |
| 2013/14         | Southampton     | Premier League  | 22         | 0          | 2     | 0     | –      | –      | 24     | 0      |
| 2014/15         | Arsenal         | Premier League  | 23         | 1          | 6     | 0     | 7      | 0      | 36     | 0      |
| 2015/16         | Arsenal         | Premier League  | 12         | 0          | 7     | 1     | 3      | 0      | 22     | 1      |
| 2016/17         | Arsenal         | Premier League  | 1          | 1          | 0     | 0     | –      | –      | 1      | 1      |
| 2016/17         | → Middlesbrough | Premier League  | 24         | 1          | 2     | 0     | –      | –      | 26     | 1      |
| 2017/18         | Arsenal         | Premier League  | 12         | 0          | 4     | 0     | 8      | 0      | 24     | 0      |
| 2018/19         | → Fulham        | Premier League  | 31         | 2          | 2     | 0     | –      | –      | 33     | 2      |
| 2019/20         | Arsenal         | Premier League  | 14         | 1          | 1     | 0     | 3      | 0      | 18     | 1      |
| 2020/21         | Arsenal         | Premier League  | 10         | 0          | 0     | 0     | 6      | 0      | 16     | 0      |
| 2021/22         | Arsenal         | Premier League  | 2          | 0          | 3     | 1     | –      | –      | 5      | 1      |
| 2021/22         | Aston Villa     | Premier League  | 11         | 1          | 0     | 0     | –      | –      | 11     | 1      |
| 2022/23         | Aston Villa     | Premier League  | 14         | 0          | 3     | 0     | –      | –      | 17     | 0      |
| 2023/24         | Aston Villa     | Premier League  | 5          | 0          | 0     | 0     | 3      | 0      | 8      | 0      |
| Carrière totaal | Carrière totaal | Carrière totaal | 181        | 7          | 31    | 2     | 30     | 0      | 242    | 9      |

Bijgewerkt op 24 mei 2024.

## Interlandcarrière
Chambers speelde voor verschillende Engelse nationale jeugdselecties vanaf Engeland –17. Hij nam met Engeland –21 deel aan het EK –21 van 2017. Hij debuteerde op 3 september 2014 onder leiding van bondscoach Roy Hodgson in het Engels voetbalelftal, in een oefeninterland thuis tegen Noorwegen (1–0). Hij viel toen na 81 minuten in voor John Stones. Chambers speelde dat jaar ook twee EK-kwalificatiewedstrijden, tegen San Marino en Estland.

## Erelijst
| FA Cup              | 1x | 2014/15 |
| FA Community Shield | 1x | 2014    |